# Dalbergia vacciniifolia
Dalbergia vacciniifolia é uma espécie vegetal da família Fabaceae.
Pode ser encontrada nos seguintes países: Quénia e Tanzânia.